# Karel Nonner
Karel Nonner (14. května 1928 Praha – 19. června 2007 Most) byl český divadelní herec.
Vyučil se nejprve krejčím a až v roce úspěšně dokončil studium herectví na DAMU. Po jeho absolvování absolvoval povinnou vojenskou službu a poté se stal členem Krušnohorského divadla, později Divadla pracujících. Uplatnění našel především ve ztvárnění komických rolí, a to jak v domácím, tak i v zahraničním repertoáru. Taktéž mu byly svěřovány role pohádkových postav v inscenacích pro děti.
Jeho divadelní kolega Stanislav Oubram o něm napsal knihu Karel Nonner: Herec, který daroval talent Mostu, v níž se o své vzpomínky na Karla Nonnera podělili další herci (např. Radoslav Brzobohatý, Josef Zíma, Ladislav Dušek a Emma Černá).
V 70. a 80. letech 20. století se objevil rovněž ve filmu, ovšem pouze v drobných a okrajových rolích.
V roce 1997 vážně onemocněl, byl upoután na lůžko a divadlo musel opustit. Po dlouhých 10 letech boje Karel Nonner nemoci nakonec podlehl.

## Role

### Divadelní role – výběr
- Rumcajs, Jak se Rumcajs stal loupežníkem (režie Zdeněk Buchvaldek)
- Loman, Smrt obchodního cestujícího
- Sarka Farka, Hrátky s čertem
- přednosta stanice, Ostře sledované vlaky (režie Rudolf Felzmann)

### Filmografie
- 1968: Rudí horolezci (seriál, NDR)
- 1979: Diagnóza smrti
- 1983: Šílený kankán
- 1987: Honza a drak (TV pohádka)

## Ocenění
- 1966 – prémie Svazu československých divadelních umělců za jevištní kreace uplynulé sezóny
- 1984 – jmenován zasloužilým umělcem
- 1997 – Cena města Mostu